# 住本博
住本 博（すみもと ひろし）は、日本の外交官、国際公務員。国連環境計画上級審議役等を経て、2008年から2011年までギニア駐箚特命全権大使を務めた。

## 人物・経歴
1972年明治大学商学部卒業。1973年外務省入省。在セネガル日本国大使館一等書記官、在チュニジア日本国大使館一等書記官、在中央アフリカ共和国日本国大使館一等書記官を経て、2003年から在ベルギー日本国大使館広報・文化センター所長として、文化事業の企画・実施にあたった。
国際連合環境計画技術・産業・経済局国際環境技術センター上級審議役を経て、2008年からギニア駐箚特命全権大使を務め、2010年には国際連合児童基金ギニア事務所との間で、1億2500万円の無償資金協力「母子保健改善計画」に関する書簡の交換を行った。2023年、瑞宝中綬章受章。